# Pousada de Saramagos
Pousada de Saramagos es una freguesia portuguesa del concelho de Vila Nova de Famalicão, con 1,54 km² de superficie y 2016 habitantes (2001). Su densidad de población es de 1 309,1 hab/km².